# Dawid Dziarkowski
Dawid Dziarkowski (ur. 23 sierpnia 1990 w Szczecinie – polski aktor teatralny, filmowy, telewizyjny i dubbingowy.

## Życiorys
Absolwent V Liceum Ogólnokształcącego im. Adama Asnyka w Szczecinie (2009). Ukończył 4-letnie Policealne Studium Aktorskie im. Aleksandra Sewruka przy Teatrze im. Stefana Jaracza w Olsztynie. W latach 2014–2023 związany z Teatrem im. Stefana Jaracza w Olsztynie. W teatrze zadebiutował rolą Wolfganga Amadeusza Mozarta w spektaklu Amadeusz w reż. Giovanny’ego Castellanosa, za którą otrzymał Stypendium Aktorskiego Odkrycia Roku. Znany przede wszystkim z serialu Ludzie i Bogowie w reżyserii Bodo Koxa, w którym wcielił się w rolę Tadeusza Korzeniewskiego, pseudonim „Dager”.
Mieszka w Warszawie. Mąż aktorki Marty Markowicz-Dziarkowskiej.

## Wybór ról teatralnych
Źródło: Encyklopedia teatru polskiego
- 2023: Czyż nie dobija się koni jako Robert Syverten, reż. Joanna Drozda
- 2021: Lekarz na telefon jako Jacek Łagoda, opieka reż. Zbigniew Brzoza (monodram)
- 2019: Dulscy. Tragifarsa Kołtuńska jako Zbyszko, reż. Wojciech Malajkat
- 2018: Anna Karenina jako Aleksy Kiryłłowicz Wroński, reż. Janusz Kijowski
- 2017: Wiele hałasu o nic jako Claudio, reż. Andrzej Majczak
- 2017: Zbrodnia i kara jako Rodion Raskolnikow, reż. Janusz Kijowski
- 2017: Wyzwolenie jako Konrad, reż. Krzysztof Jasiński
- 2016: Wiśniowy sad jako Piotr Trofimow, reż. Norbert Rakowski
- 2015: Tango jako Artur, reż. Bartosz Zaczykiewicz
- 2014: Amadeusz jako Wolfgang Amadeusz Mozart, reż. Giovanny Castellanos

## Filmografia
- 2010: Melancholia (etiuda szkolna) – chłopak
- 2011: Wiadomości z drugiej ręki – kandydat na prezentera pogody (odc. 3)
- 2012: Kafejka (etiuda szkolna) – kelner
- 2014: Klan (serial telewizyjny) – student Mirosław (odc. 2631, 2697)
- 2014: M jak miłość – barman (odc. 1073, 1111)
- 2015: Wesołowska i mediatorzy – Jurek (odc. 30)
- 2016: Na Wspólnej – Żaku (odc. 2416)
- 2017: Na sygnale – policjant (odc. 157-158)
- 2018: Przyjaciółki (serial telewizyjny) – Bogdan Piotrwski, manager sklepu (odc. 133)
- 2018: Klan (serial telewizyjny) – Arkadiusz, współwłaściciel restauracji w Kanadzie (odc. 3274)
- 2018: Diagnoza (serial telewizyjny) – listonosz (odc. 21)
- 2019: Młody Piłsudski – Juliusz Grabowski (odc. 5)
- 2020: Ludzie i Bogowie – Tadeusz „Dager” Korzeniewski (odc. 1-13)
- 2021: Ojciec Mateusz – Łukasz Łapiński (odc. 339)
- 2021: Nie kochać w taką noc – Maniek
- 2021: Komisarz Alex – dziennikarz Andrzej Woliński (odc. 195)
- 2022: Prorok (film) – ksiądz Stefan Wyszyński w młodości
- 2022: Marzec '68 – urzędnik wydziału paszportowego
- 2022: Kres niewinności – petent
- 2022: Diana (film) – dworzanin
- 2023: Znowu łut szczęścia (spektakl telewizyjny) – William Gray
- 2023: Dewajtis – Łukasz Gral (odc. 1-6)
- 2023: Krew (serial telewizyjny) – Tomasz (odc. 2-3, 6, 10)
- 2023: Konopacka. Walka o złoto – major adiutant Sikorskiego
- 2023: Prawdziwe historie polskich fortun – Kiełbasiński (odc. 1)
- 2023: Maboroshi - Tokimune Kikuiri
- od 2024: Pierwsza miłość (serial telewizyjny) – Maurycy Raczkiewicz
- 2024: Dziewczyna influancera – ksiądz Darek
- 2024: Strachy – Staszek (odc. 5)
- 2024: Kulej. Dwie strony medalu – Artur Olech